# Felsőkajanel
Felsőkajanel románul: Căinelu de Sus, falu Romániában, Erdélyben, Hunyad megyében.

## Fekvése
Brádtól délre fekvő település.

## Nevének eredete
Nevét a Kaján patakról vette. A Marosnémetivel szemben betorkolló patak ma is Kaján nevet visel (1910. tk: Caian); ezzel ma csak a Felsőkajanel (Căinelul de Sus) felől folyó főágát jelölik, régente azonban jobb oldali ágának mellékágát is így nevezték, amely Bezsán felett Alsókajanel területén torkollott a főágba (Györffy György 3: 295).

## Története
Felsőkajanel nevét 1330-ban említette először oklevél v.  Kayanfw ... ultra Morusium formában, mint a Hermán nemzetségbeliek birtokát.
1330-ban a Hermán nemzetségbeliek osztozásakor fele Hosszúliget felével együtt Geche fia Jánosnak (a Makraiak ősének) jutott. Másik fele Máté fia László és Péter birtoka volt. Az Alsókajanelnél torkolló Kaján-patak forrásvidéke (Gy 3: 295).
1330-ban ville  Kayanfw ... et  Kayanthw, 1465-ben p.  Kayan, 1499-ben p. 
Kayanthew  Hermán-nemzetség, 1330: megosztás: Kajánfőt János ispán (a Szentgyörgyiek és Szentgyörgyi Makraiak őse), Kajánfőt László magister (a Kerekegyházi Laczkfiak őse) kapta.
1733-ban Keinel,  1760–1762 között Koinyei, 1805-ben Kajanel, 1808-ban Kajanyel val., Kajánd h., Kalian g. alakban volt említve.
A trianoni békeszerződés előtt Hunyad vármegye Brádi járásához tartozott.
1910-ben 597 lakosából 594 görög keleti ortodox román volt.

## Források

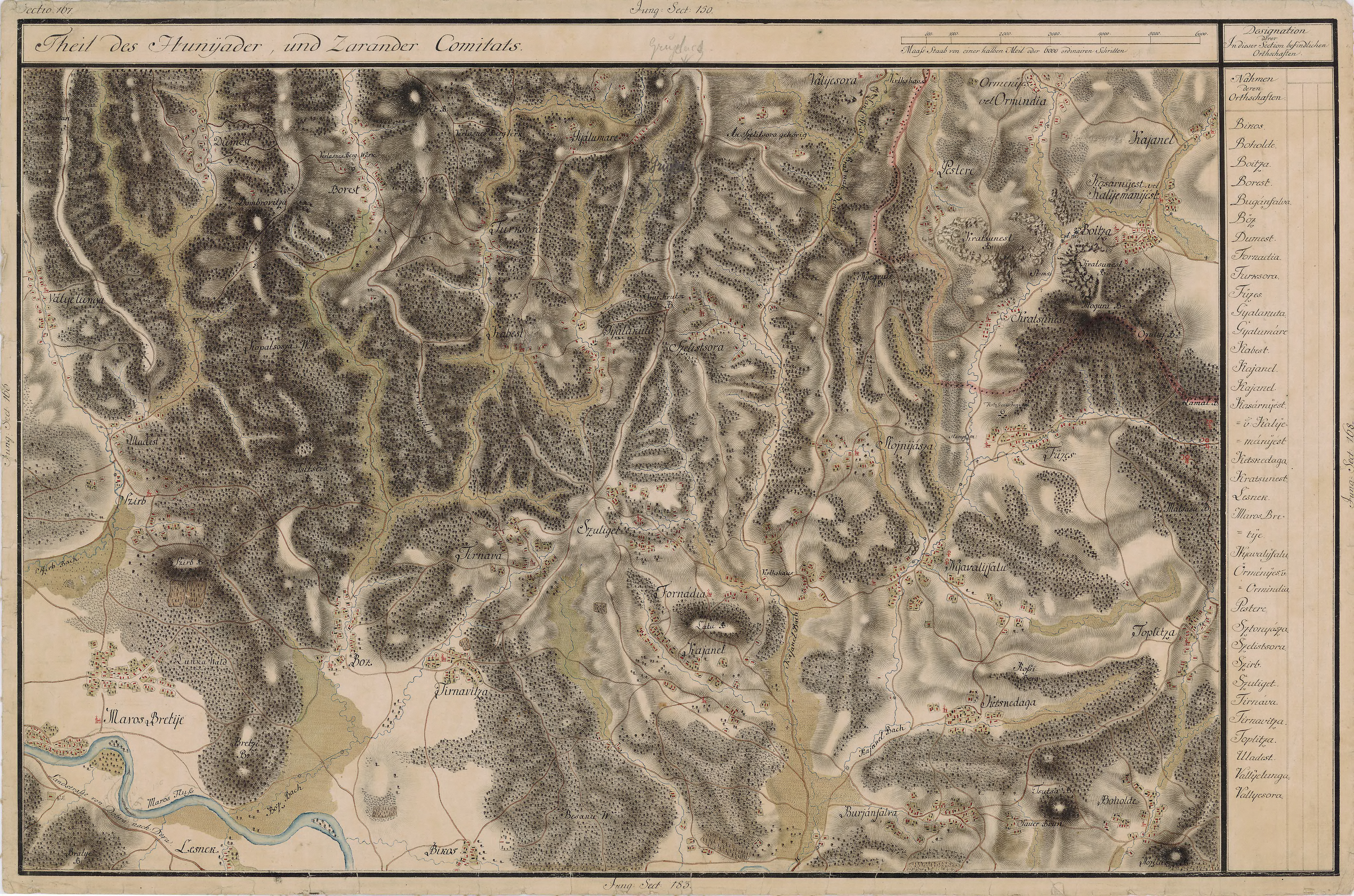
Felsőkajanel egy régi térképen